# Tacnazo
Le Tacnazo est un coup d'État militaire lancé par le Premier ministre péruvien de l'époque, le général Francisco Morales Bermúdez, contre l'administration du président général Juan Velasco Alvarado en 1975. Cela a conduit à ce que l'on appelle au Pérou la « deuxième phase » du gouvernement révolutionnaire du Forces armées, qui a duré jusqu'aux élections de 1980.